# 前潟駅
前潟駅（まえがたえき）は、岩手県盛岡市上厨川前潟にある、東日本旅客鉄道（JR東日本）田沢湖線の駅である。
盛岡市による請願駅であり、総事業費約11億円は市負担を基本に、国からの交付金やイオンモール側からの企業版ふるさと納税を活用した寄付金2億円を含んでいる。

## 歴史
- 2020年（令和2年）
  - 1月16日：盛岡市がJR東日本に対し駅設置の請願書を提出[新聞 2]。
  - 8月：盛岡市とJR東日本が駅設置に関する基本協定を締結[1]。
  - 10月：盛岡市とJR東日本が駅の設計協定を締結[1]。
- 2021年（令和3年）
  - 2月25日：盛岡市とイオンモールが当駅の整備に関する協定を締結[報道 4]。
  - 8月：駅の詳細設計が完成[新聞 3]。
  - 12月：駅の造成工事が開始[新聞 4]。
- 2022年（令和4年）
  - 1月27日：駅名を「前潟駅」に決定[報道 2]。
  - 4月27日：安全祈願祭が行われる[2]。
- 2023年（令和5年）
  - 3月18日：開業[報道 1][報道 3][新聞 1]。
  - 5月27日：ICカード「Suica」の利用が可能となる[報道 5]。
- 2024年（令和6年）10月1日：えきねっとQチケのサービスを開始[3][報道 6]。

## 駅構造
4両編成に対応する長さ約85メートルの単式ホーム1面1線を有する地上駅である（上屋は2両編成分約40メートル分のみ設置）。駅舎は鉄骨造平屋建てであり、約15平方メートル程度の待合室が設置されている。
イオンモール盛岡の北側に設置され、駅前には盛岡市が整備する駅前広場やロータリー、身体障がい者用乗降所、約100台分の駐輪場、5台分のバイク置き場、トイレなどが設けられる。駅に駐車場は付属しないが、降車場や1台分のタクシーの待機所が整備される。
盛岡駅管理の無人駅である。簡易Suica改札機が設置されている。なお、当駅には自動券売機や乗車駅証明書発行機は設けられていない。

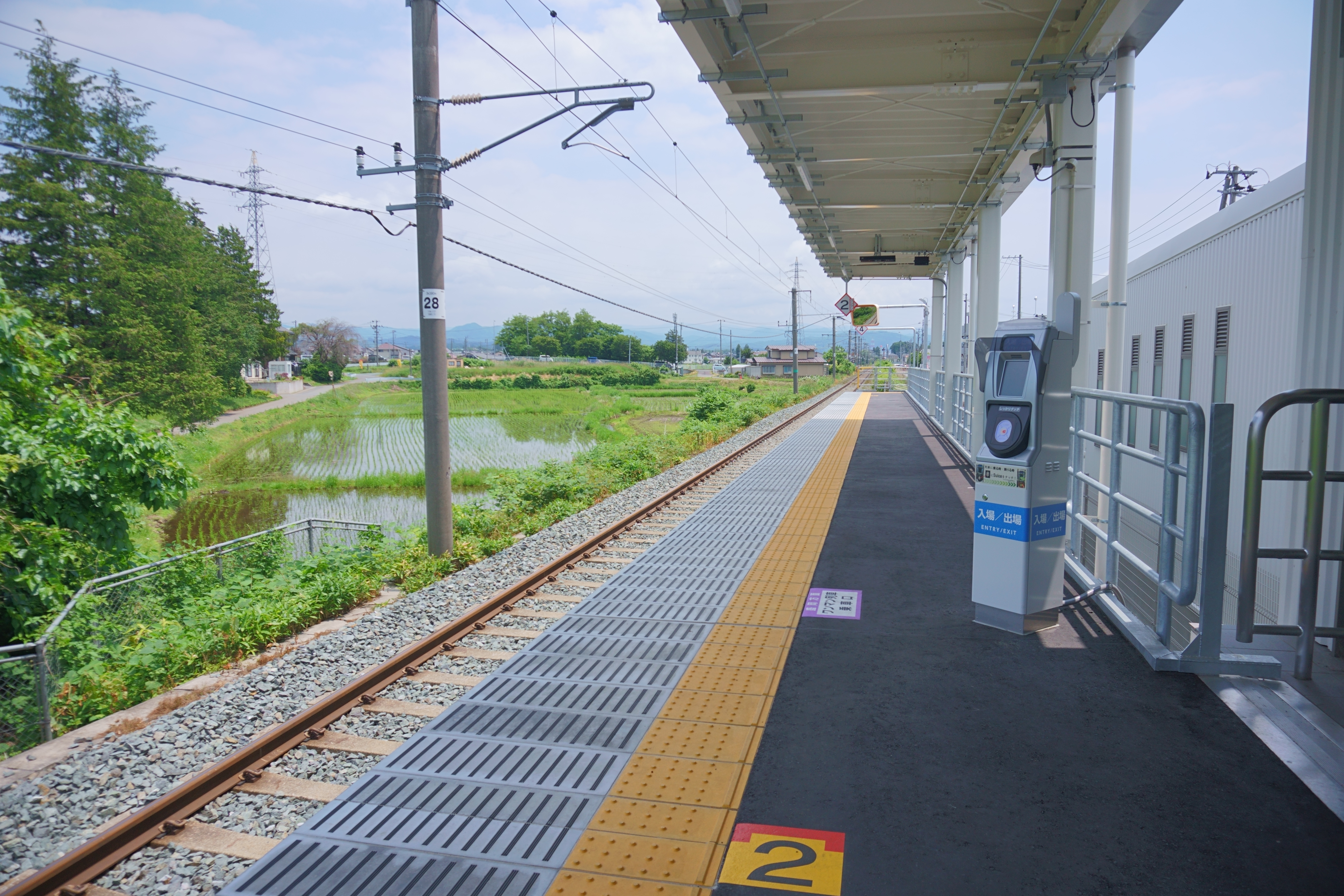
簡易Suica改札機が設置されたプラットホーム（2023年6月）
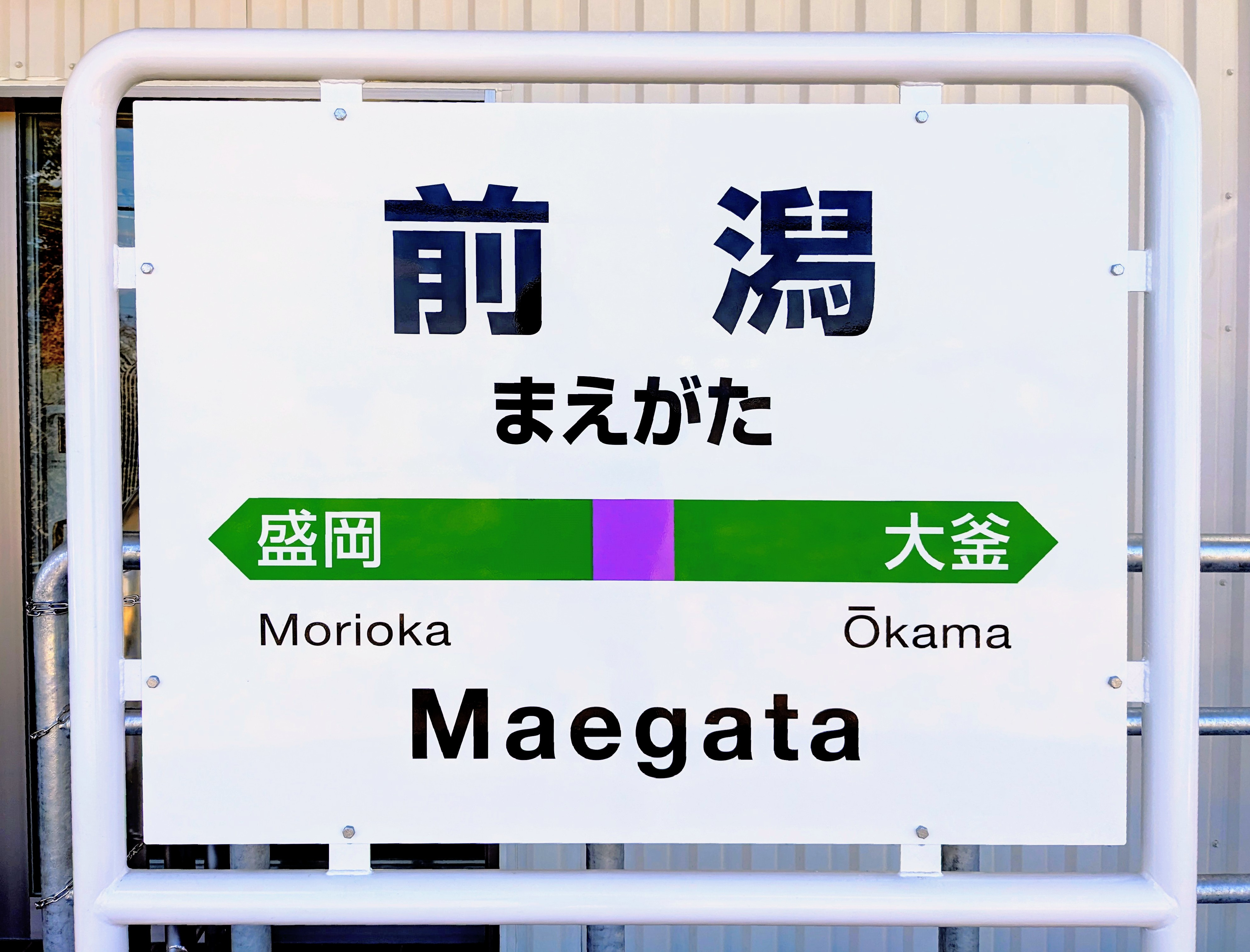
駅名標（2023年3月）

## 利用状況
盛岡市によると、当駅の1日の利用者数を1,700人と見込んでいる。

## 駅周辺
駅南側に商業施設があり、その南を雫石川が流れる。盛岡西バイパスや岩手・秋田県道1号線はこちら側を通る。東北自動車道のインターチェンジもこちら側にある。駅北側は田畑が広がるが、その奥を諸葛川が流れる。川の対岸には住宅地が大きく広がる。
- イオンモール盛岡[新聞 3][新聞 4]
- 東北自動車道 盛岡インターチェンジ
- 国道46号（盛岡西バイパス）
- 岩手県道・秋田県道1号盛岡横手線
- 雫石川
- 諸葛川

## 隣の駅
東日本旅客鉄道（JR東日本）
■田沢湖線
盛岡駅 - 前潟駅 - 大釜駅

### 報道発表資料
1. 1 2 3 4 5 6 7  『2023年3月18日（土）に田沢湖線 前潟駅が開業します』（PDF）（プレスリリース）盛岡市／東日本旅客鉄道盛岡支社／東北建設プロジェクトマネジメントオフィス、2022年12月16日。オリジナルの2022年12月16日時点におけるアーカイブ。
2. 1 2 3  『田沢湖線盛岡駅 - 大釜駅間の新駅名を「前潟駅」に決定しました』（PDF）（プレスリリース）東日本旅客鉄道盛岡支社、2022年1月27日。オリジナルの2022年1月27日時点におけるアーカイブ。
3. 1 2  『2023年3月ダイヤ改正』（PDF）（プレスリリース）東日本旅客鉄道盛岡支社、2022年12月16日、3頁。オリジナルの2022年12月16日時点におけるアーカイブ。
4. 1 2  『盛岡市とイオンモール株式会社との 「（仮称）前潟駅整備に関する協定」締結について』（PDF）（プレスリリース）盛岡市／イオンモール、2021年2月25日。オリジナルの2021年2月25日時点におけるアーカイブ。
5. 1 2  『2023年5月27日（土）北東北3エリアで Suica がデビューします!』（PDF）（プレスリリース）東日本旅客鉄道盛岡支社・秋田支社、2022年12月12日。オリジナルの2022年12月12日時点におけるアーカイブ。
6. ↑  『Suicaエリア外もチケットレスで! 東北エリアから「えきねっとQチケ」がはじまります』（PDF）（プレスリリース）東日本旅客鉄道、2024年7月11日。オリジナルの2024年7月11日時点におけるアーカイブ。2024年8月11日閲覧。

### 新聞記事
1. 1 2  「にぎわい創出期待 前潟駅が開業 JR田沢湖線」『岩手日日』岩手日日新聞社、2023年3月19日。オリジナルの2023年3月19日時点におけるアーカイブ。
2. 1 2  「盛岡市、前潟新駅設置を請願 20年度にも用地交渉着手」『岩手日報』2020年1月18日。オリジナルの2020年5月18日時点におけるアーカイブ。
3. 1 2 3 4 5 6  「イオンモール前に新駅 再来年3月に開業予定 盛岡市」『朝日新聞』朝日新聞社、2021年12月2日。オリジナルの2021年12月4日時点におけるアーカイブ。
4. 1 2 3 4 5  「JR田沢湖線 来年3月新駅開業へ 地域活性化目指す 盛岡市」『岩手日日』岩手日日新聞社、2022年1月4日。オリジナルの2022年1月9日時点におけるアーカイブ。